# 中国驻牙买加大使馆
中华人民共和国驻牙买加大使馆（英語：Embassy of the People's Republic of China in Jamaica），简称中国驻牙买加大使馆，是中华人民共和国驻牙买加的外交代表机构。驻牙买加大使馆兼辖对未建交国伯利兹、英國海外属地开曼群岛的相关事务。

## 机构设置
中国驻牙买加大使馆设置下列机构：
- 政治处
- 经济商务处
- 办公室